# Rafael Ángel Calderón Guardia
Rafael Ángel Calderón Guardia, né le 10 mars 1900 à San José et mort le 9 juin 1970 dans la même ville, est un homme d'État costaricien, président du Costa Rica du 8 mai 1940 au 8 mai 1944. Son fils, Rafael Ángel Calderón Fournier, occupe les mêmes fonctions de 1990 à 1994.

## Biographie
Pendant son mandat de président, Calderón se montre préoccupé de la « question sociale » et inaugure l’interventionnisme étatique. Il entreprend des réformes fondamentales : addition d’un chapitre constitutionnel sur les garanties sociales, création de la caisse costaricaine de Sécurité sociale, promulgation d’un code du travail. 
Ces mesures lui attirent la sympathie des secteurs progressistes, mais provoquent la colère des planteurs de café qui ont soutenu Calderón.